# 泰拉瑞亚
《泰拉瑞亚》（英語：Terraria）为沙盒类的动作冒险游戏，由Re-Logic开发、505游戏发行，于2011年面世。游戏采用像素风格，玩家将在程序生成的二维世界中探索地图、对抗敌人、收集物品、制作装备，无最终目标。完成特定要求后，玩家能吸引非玩家角色入住，他们会出售物品并提供服务。该作可单人及多人游玩，支持模组化扩展。
安德鲁·斯平克斯于2011年创建Re-Logic后，旋即开始本作开发。游戏最初于2011年5月上架Steam平台，后持续更新内容。斯平克斯于2012年宣布停止开发工作，但于次年恢复。本作亦被移植至家用机、掌机、移动端及其他系统。2020年，本作发布了最终更新，但后续开发仍在继续。
本作获业界普遍好评，其探索体验、可重复游玩性、内容体量受到称赞，但PC版因缺乏教程而遭致批评。截至2025年，本作销量已突破6400万份，跻身畅销电子游戏之列。Re-Logic曾于2015年至2018年间开发衍生作品《泰拉瑞亚：来世》，但最终取消。游戏还推出周边产品，并与其他游戏联动。

## 玩法

游戏世界由程序生成

《泰拉瑞亚》融合了沙盒、动作冒险、角色扮演（含roguelike）、平台等电子游戏元素:111,113，以克苏鲁神话为背景。游戏画面为二维横向:112，采用复古像素风格，类似于超级任天堂平台常见的16位图像。剧情方面，本作采用「碎片化叙事」的方式。其玩法围绕探索、建造、制作、战斗、生存、挖掘展开，并无固定目标。游戏支持单人与多人模式。该作以经典的探索冒险式玩法而闻名，普遍评价认为体验与《我的世界》有相似之处。玩家在创建新角色时，仅拥有基础工具，随后可进入程序生成的世界。新世界中，玩家附近会生成向导这一非玩家角色（NPC），其会介绍游戏要点、提供物品配方及其他NPC信息。不过，学者Ji Soo Lim在研究中称，玩家仍需查阅wiki，以进一步了解游戏。
游戏世界分为多个生物群系，各蕴含种类繁多的资源：例如矿石常见于洞穴中。有些资源只在特定区域出现，还有些资源或可于容器中发现，或通过击败敌人获得。玩家可利用获取的资源合成装备与物品，如武器、盔甲、药水。除此之外，玩家亦可钓鱼、打高尔夫、装饰住所。玩家初始时有一定生命与魔力，后续过程中可通过寻找或制作特定装备及物品提升。游戏包含多种难度：经典模式、专家模式、大师模式；后两者的整体难度较高，但也存在独有物品。此外，游戏还设有旅行模式，允许复制物品、调整世界难度、控制天气与时间。
游戏设有以装备为导向的职业体系，主要分为近战、远程、魔法、召唤四类。角色所用装备决定其定位（如近战侧重近距离武器，远程侧重弓与枪），因此更换装备即可切换职业路线。玩家所遇敌人种类随时间、地点、特殊事件等因素而变化:1。头目（boss）是难度更高的敌人，其攻击方式不同于普通敌人，将之击败后可能掉落贵重物品。其可由玩家使用特定道具召唤，或在满足特定条件时出现。击败部分头目能够推进游戏流程，例如击败血肉墙会让世界进入困难模式，有更强的敌人以及新的NPC、资源、物品。游戏中亦会发生入侵事件，例如哥布林、海盗等，玩家需抵御一波又一波的敌人。游戏另有季节性事件，如万圣节前后，游戏会出现相关主题的装备、礼袋等物品。
完成特定要求（包括击败头目、取得指定物品）后，玩家可吸引NPC（如商人、护士、爆破专家）入住房屋。也有部分NPC散布在世界各处，玩家找到他们后才能入驻。玩家与NPC对话时，可交易物品或获取服务：如护士提供治疗，渔夫提供钓鱼相关的奖励。每位NPC所处的生物群系、周边的邻居搭配，都会决定其各自的快乐度，进而影响商品价格及种类等。
玩家在创建新角色时可自定义外观，此后亦可在游戏过程中进一步调整。例如，装备时装可改变角色外观，发型师能够改变玩家的发型与发色。同时，部分配饰可提升角色属性或获得特殊能力，例如翅膀赋予飞行能力。
本作支持Steam创意工坊，玩家可分享资源包、世界。本作还支持模组。第三方开源软件tModLoader是该游戏主要的模组加载器，玩家能够借此安装自制模组。2020年，其作为免费可下载内容（DLC）在Steam上发布，还获官方支持。各类模组的内容与规模不尽相同：如「瑟银」（Thorium）与「灾厄」（Calamity）新增了头目、武器、生物群系；「Overhaul」引入季节、火焰蔓延等游戏机制，还调整了角色移动方式；另有「Recipe Browser」、「Veinminer」、「Magic Storage」、「Fargo’s Mutant」等模组，着重优化流程以改善体验。社区亦制作了模组的整合包，将多种模组组合在一起，例如「The Bereft Souls」整合了「灾厄」、「瑟银」、「Consolaria」模组的内容。

## 开发
《泰拉瑞亚》由独立游戏工作室Re-Logic开发、505游戏发行。安德鲁·斯平克斯（Andrew Spinks）为Re-Logic的创始人，他先前建立了Flash游戏网站，还曾开发过《超级马里奥兄弟X》（Super Mario Bros X）等电子游戏，获得了一定资金。公司于2011年初成立后，斯平克斯旋即开始本作开发。他在自家客厅办公，小团队以远程协作的方式配合。游戏团队由游戏测试员与设计师组成，还获部分志愿者的帮助。本作使用Microsoft XNA框架，音乐由斯科特·劳埃德·谢利（Scott Lloyd Shelly）作曲。开发早期，作品因《我的世界》创作者马库斯·佩尔松的一则推文而受到关注。
2012年2月，斯平克斯因忙于家庭生活，宣布游戏不再推出新内容更新，同时发布了所谓的最后一个修复补丁。此举遭致部分粉丝不满。2013年，在妻子建议之下，斯平克斯重启开发工作，还向社区征集后续内容更新的创意；开发方也经常通过官方论坛与社交媒体和粉丝互动。
随后，官方仍持续推出免费更新。斯平克斯认为这是「该做的事」。IndieWire称，当时电子游戏界普遍依赖微交易，而本作完全没有内购，显得与众不同。GamesIndustry.biz网站认为，这些更新也大幅延长了游戏寿命。2020年，游戏发布第四次重大更新「旅途的终点」。官方虽将之称为最终更新，但实际上仍发布后续更新。斯平克斯坦言：「需求之大，让人难以抽身」。「最终更新」因而成了社区。
自tModLoader于2020年获得官方支持以来，模组也已成为游戏的重要组成部分。IndieWire称，各类模组「新增了数百小时的内容」，算是做了「免费的广告」。2022年，Re-Logic聘请了一位《我的世界》模组作者参与tModLoader的开发。2024年，Opera GX浏览器评选「史上最佳电子游戏原声」百强时，「灾厄」模组的配乐位列第九，而游戏本体配乐未上榜。斯平克斯笑称：「玩家制作的游戏模组的配乐竟然打败了本体！」
作品大获成功，斯平克斯得以招募更多开发成员，其中多数来自玩家社区。

## 发行
2011年5月16日，《泰拉瑞亚》于Steam发售，对应Windows平台。游戏研发过程中，《超级马里奥兄弟X》遭任天堂的版权警告后被迫关闭，公司收入来源中断；同时部分社区成员将游戏的早期版本公之于众，恐影响游戏销量，故发行日期早于原定计划:2。2012年3月16日，游戏典藏版推出。2015年8月，游戏发布macOS与Linux版。
2012年9月，斯平克斯宣布，公司将携手Engine Software、505游戏，把《泰拉瑞亚》移植至Xbox 360和PlayStation 3平台。2013年3月27日，本作登陆Xbox Live Arcade，支持Xbox 360平台；PlayStation3版于2013年3月26日上架北美的PlayStation Network，5月15日在欧洲与澳大利亚发布。家用机版本加入了本地多人合作模式。2014年11月11日，该作推出PlayStation 4数字版；同月14日上线Xbox One数字版。其实体零售版于2014年12月2日发售。
家用机版发售后不久，505游戏宣布游戏将登陆PlayStation Vita。Vita版在欧洲于2013年12月11日发行，北美为同年12月17日。该版包含教学世界与Wi‑Fi在线多人模式。Spike Chunsoft负责PlayStation 3与Vita版的日文版本地化，并加入额外服装，以该公司弹丸论破系列角色黑白熊为原型。Spike Chunsoft通过直播与Niconico视频推广游戏。其称，多数玩家试玩PlayStation 3版后，会购买完整版。2015年12月10日，任天堂3DS版在Nintendo eShop上架。2016年6月24日，Wii U版于欧洲上架eShop；同月28日，该版在北美地区发布。任天堂Switch版于2019年6月27日发售。2018年2月，Pipeworks Studios为主机发布更新。至2023年，DR Studios负责主机版维护。
2013年5月，505游戏宣布游戏将移植至移动平台，由荷兰工作室Codeglue负责Android、iOS、Windows Phone版。其针对触摸操作做了优化，并整合Facebook。iOS版于2013年8月29日发售，Android版于次月13日推出，Windows Phone版在次年9月12日上线。后来，505游戏旗下的DR Studios开始承担移动端游戏的维护工作。而在大中华地区，乐逗游戏于2016年获得代理权，2018年1月25日登陆Android，12月14日上架iOS。但因游戏性能、收费模式等因素，遭致玩家不满，该版后于2020年4月停止运营。随后游戏改由心动网络代理。大陆地区的Android版于2021年9月28日发布，iOS端于10月11日上线；台港澳地区的Android与iOS版均于2022年5月20日上线。心动网络添加了官方服务器以供玩家联机，内置了wiki百科，还修改了部分美术素材。
2021年2月，因Re‑Logic的谷歌账号遭无故停用逾三周，斯平克斯宣布取消Google Stadia版，随后澄清Android与Google Play版本不受影响。当月晚些时候，谷歌主动联系Re-Logic，澄清情况并恢复账号，Stadia版开发重启，后于同年3月18日发布。2022年9月，谷歌宣布关闭Stadia，平台于次年1月中止服务。

## 评价与反响
| 汇总媒体             | 得分 |
| -------------------- | --- |
| Metacritic           | PC：83/100 PS3：81/100 PS4：83/100 Xbox 360：81/100 Xbox One：84/100 PS Vita：85/100 任天堂3DS：71/100 任天堂Switch：82/100 iOS：82/100 |
| OpenCritic（推荐率） | 76% |

| 媒体          | 得分                                           |
| ------------- | ---------------------------------------------- |
| Eurogamer     | PC：8/10:2 Xbox 360/PS3：9/10                  |
| GameSpot      | PC：8/10 Xbox 360/PS3：8/10 PS Vita：9/10      |
| IGN           | PC：9/10 Xbox 360/PS3：9/10 PS Vita：9.2/10    |
| Nintendo Life | 任天堂3DS：7/10 任天堂Switch：7/10 Wii U：8/10 |
| PC Gamer美国  | 79/100（2011年） 83/100（2018年）              |
| Pocket Gamer  | 3.5/5                                          |
| TouchArcade   | 5/5                                            |

根据评论汇总网站Metacritic的统计，《泰拉瑞亚》普遍获正面评价。Gamasutra将之列为2011年最佳独立游戏，位居第三。在会议论文《创新像素艺术：使用Pixray生成和增强》（Innovative Pixel Art: Generation and Augmentation with Pixray）中，本作还被列为像素艺术类游戏的「全球成功」案例。游戏在首发当天售出超过5万份，上市首月销量达43.2万份。截至2025年5月，本作累计销量已超过6400万份，属畅销电子游戏。Steam平台上，该作也是首个在累计评价突破百万条的情况下，总体评价为「好评如潮」的游戏；其也为首款突破百万好评的独立游戏。
游戏的玩法得到好评。评论员肯定了游戏的探索体验。IGN的内森·默尼耶如此形容：「玩家一踏入世界，就想把每个角落都翻个遍」。布里顿·皮尔在GameSpot撰文，称赞游戏世界庞大；Eurogamer的认为这是一部「令人极其愉悦的作品」，并赞扬其游戏地图。TouchArcade的称赞了游戏的可重复游玩性。然而，《大众软件》则称其难度较低，故耐玩度较差:113。皮尔和同属GameSpot的均称赞游戏内容丰富。肯定了游戏的头目战。游戏时光的果其然认为战斗富有挑战，趣味盎然，像是「更为自由和开放的《黑暗之魂》」。《PC Gamer》的卢克·温基喜欢其进度系统。默尼耶还称赞了游戏的房屋建设机制。《GameStar》的萨沙·彭茨霍恩肯定了游戏收集宠物以及用染料自定义角色服装的功能。和默尼耶亦对游戏的制作系统给予高度评价。《大众软件》赞扬其自由度高:112。不过，温基批评游戏机制过于复杂，在Eurogamer撰稿，抱怨游戏过于繁复，让人不知所措:2。
教学方面，PC版因缺少教程而受到批评，Xbox 360和PlayStation 3版本新增的教学世界受到认可。默尼耶也赞扬了PS Vita版本的教程。《大众软件》认为本作的游戏流程循序渐进，对新手较为友好:113。默尼耶喜欢其多人模式，皮尔称赞了Xbox 360和PlayStation 3的多人邀请系统。Nintendo Life的马塞尔·范杜因不满3DS版首发时缺少在线多人模式，并认为Wii U版在多人方面有所改进。评测者常将该作与《我的世界》相提并论，甚至认为其为仿品，因为两者在玩法和画风上有相似之处:111，称之结合了《我的世界》和《Spelunky》元素。不过，皮尔认为，这种比较有失公允。游戏大观指出，该作的正式版发布时间早于《我的世界》，且两者玩法有本质区别。果其然认为，两者的世界观不同，导致差别巨大。他称，本作像个「披着沙盒外壳的恶魔城」，更类似于《上古卷轴5》。斯平克斯还认为，「《我的世界》已不再是一款游戏，而是一种类型」。
游戏的操作方式也获得积极评价。肯定了PS Vita的移动操控，范杜因褒奖3DS的触屏功能。几位评论者也赞扬了Xbox 360和PlayStation 3版本的操控，但Nintendo Life的批评了Nintendo Switch版本的操作。来自Pocket Gamer的馬克·布朗赞扬了iOS版本的触屏挖掘操作，但批评其移动方式。《大众软件》也批评iOS版的操作手感大打折扣:108。果其然称移动端版本的游戏体验比不上PC和主机版。温基称赞了其游戏引擎与技术表现。《大众软件》认为该作的光照系统媲美诸多大型3D游戏:112。图像方面，默尼耶批评了Xbox 360和PlayStation 3版本的用户界面，但赞扬PS Vita版的界面。评测者亦褒奖其复古风格的图像。不过，彭茨霍恩批评了游戏本地化，称直至第四次大型更新之时，德语本地化仍夹杂英文文本。
游戏更新上，《PC Gamer》称，《泰拉瑞亚》历经多次更新，已与初始版本迥然不同，故破格再次评测该游戏。彭茨霍恩称赞第四次大型更新，使游戏「既更易上手，也比以往更具挑战性」。触乐的编辑刘翁婳赞扬开发商能够持续更新游戏，认为开发者们与玩家形成了相互信任的良性关系。为此，游戏获得Steam平台2021年度的「爱的付出」奖。

## 派生作品

### 续作
《泰拉瑞亚2》（Terraria 2）于2013年10月公布。斯平克斯在接受Rock, Paper, Shotgun采访时透露，续作与前作差异显著，将采用「无限世界」而非单一世界的设定。2022年，斯平克斯公布了该作早期开发阶段绘制的概念图，还称将使用新引擎。
2015年2月，Re-Logic宣布开发衍生作品《泰拉瑞亚：来世》（Terraria: Otherworld）。该作要求玩家净化世界中的腐化之地，主要方式是寻找并激活「净化塔」以阻止腐化扩散。游戏计划加入塔防、技能树等更多策略与角色扮演要素，并配备剧情。在接受《Fami通》采访时，项目负责人吕德·范德穆斯代克（Ruud van de Moosdijk）表示，与原作不同，该作将包含完整故事情节。2016年7月，合作方Engine Software增聘新设计师及艺术主管。2017年4月，由于开发进度落后，Re-Logic宣布结束与Engine Software的合作，改由Pipeworks Studios接手。次年，Re-Logic认为项目进展未达预期，宣布取消该作开发，将开发重心放到原作上。
游戏茶馆认为，若新作品的品质不能远超前作，则无法满足玩家期待；而前作过于出彩，续作很难达到相应要求。斯平克斯也自称，原作持续热销，需不断维护，故无暇创作新项目。

### 其他媒体
自游戏发行以来，Re-Logic推出书籍、玩具、服装等周边实体产品。2022年7月，Re-Logic宣布与50 Amp Productions合作，推出《泰拉瑞亚》图画小说，补足游戏世界观设定等信息。次年，Re-Logic宣布与Paper Fort Games合作开发《泰拉瑞亚》桌面游戏，通过Kickstarter发起众筹以筹措资金。

### 联动
本作曾多次与其他电子游戏联动，会在游戏中添加相关作品的内容，包括《太空边缘》、《百战天虫3》、《地牢守护者2》、《饥荒联机版》、《护核纪元》、《星露谷物语》。2022年11月，《死亡细胞》宣布将与《泰拉瑞亚》合作。2024年11月，《幻兽帕鲁》官方公布与本作的联动计划。

## 脚注